# Sankarpur (Kanchanpur)
Sankarpur (nepalski: शंकरपुर) – gaun wikas samiti w zachodniej części Nepalu w strefie Mahakali w dystrykcie Kanchanpur. Według nepalskiego spisu powszechnego z 2001 roku liczył on 761 gospodarstw domowych i 6538 mieszkańców (3194 kobiet i 3344 mężczyzn).